# Teodor II de Ravenna
Teodor II fou exarca de Ravenna del 678 al 687.
Succeí com exarca a Gregori. Fou un home molt pietós. Se sap que va recolzar l'elecció del Papa Conó el 686. Durant el seu govern va donar suport a l'arquebisbe de Ravenna. Es coneixen les importants donacions que va fer a l'església del Palau de Blaquernes, on va ser enterrat amb la seva esposa. El va succeir Joan II Platinus.